# Fazekas család
A Fazekas család (forrásokban Fazikas alakban is) egy Nyitra vármegyei és Verebélyi széki egyházi nemesi eredetű család.
1570-ben az esztergomi szandzsák török adóösszeírásában többek között például Barsvörösváron, Nagyölveden, Nagysallón és Nemesoroszin bukkan fel Fazikas családnév.
Címeres nemeslevelet 1613. április 5-én Fazekas Gergely kapott. A leszármazottak közül egyik ágon hajós kereskedők voltak Komáromban és Pakson, másik ágon Tejfalun és Vásárúton telepedtek le, a többiek Nemespannon élhettek.
1726-ban Fazikas György élt Nemespannon, ő 1731-ben szerezhetett érseki adományt a faluban. Ugyanekkor már Nemesdicskén is megjelentek. 1752-ben Fazekas Mihály hadnagy volt Nemespannon. Ugyanekkor Nemespann dikális összeírásában Mihály és István (háromszor) szerepeltek. 1755-ben nemespanni birtokaik egy részét Rabcsek Andrásnak zálogosítják el. 1784-ben Nemespannon Fazekas István örökösei birtokoltak a Fölső Osztályban.
Valószínűleg azon nemespanni birtokból részesültek melyre a Polyák testvérek 1755. augusztus 11-én nyertek érseki adományt. Ezen birtokot (?), vagy ennek egy részét ugyanazon év júliusában már el is zálogosították. és ezek után a család egyes fiatalabb tagjai Vágfarkasdra mentek szolgálni. Az 1809-es Nyitra vármegyei nemesi összeírásban Farkasdon szerepel Mihály (35 év körüli), István (27) és János (20) testvérek, eredetileg prediális nemesek. Valamikor a 18. század végén több családtag Vágfarkasdra költözött és ott eresztettek gyökeret. 1784-ben Fazikas István örököseit említik Nemespannon, majd 1797-ben Fazikas Lászlót írták össze Kiscétényben, Nemespannról pedig Fazikas János inszurgált. A 18. század végén Kiskéren és Nemesdicskén is felbukkantak.
Az 1792-es nemesi összeírásban Kiscétényben Fazikas László és fiai Mihály, Pál, István és János, illetve Fazikas Dávid és fia József szerepelnek, az 1809-es nemesi összeírásban Kiscétényben Fazikas János (21 éves) szerepel.
Nyitra vármegye 1839-ben állított ki a családtagoknak nemesi bizonyítványt. Ez alapján 1844-ben Nemespannon Fazikas János, István, Ferenc, Pál, Imre, József és János igazolták nemességüket. Az 1847-es nemesi összeírásban Kiscétényben id. és ifj. János, Nemespannon Imre, József és Pál szerepeltek.
Nemespannon a Fazekas család síremlékeit nagyrészt felszámolták a halottasház építésekor. 1821-ben Fazekas Imre állíttatta az ún. csordaúti keresztet Nemespannon.

## Neves személyek

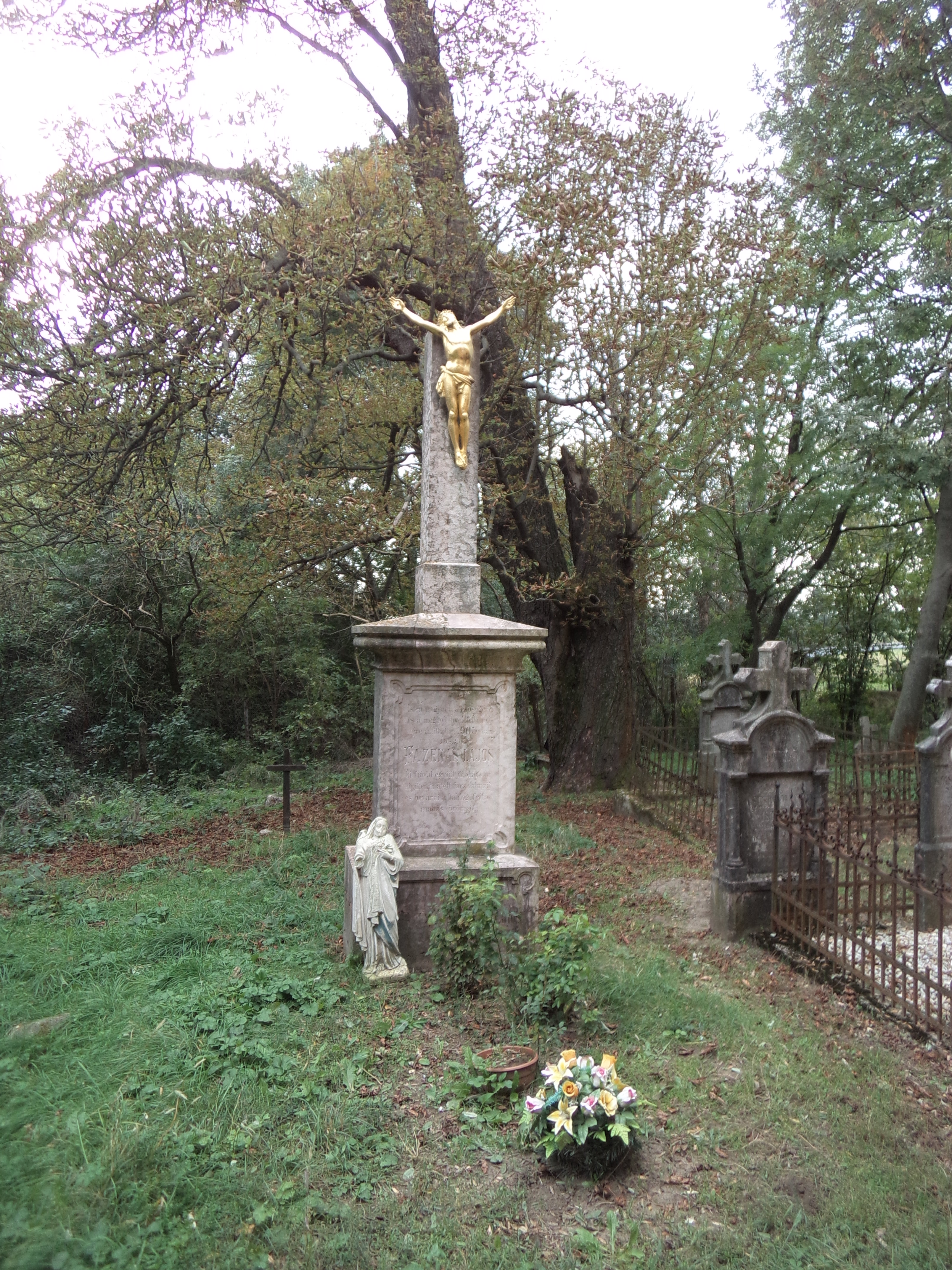
Kiscétényi öregtemető nagykeresztjét 1903-ban állíttatta Fazekas Lajos, saját és fia temetkezési helyéül
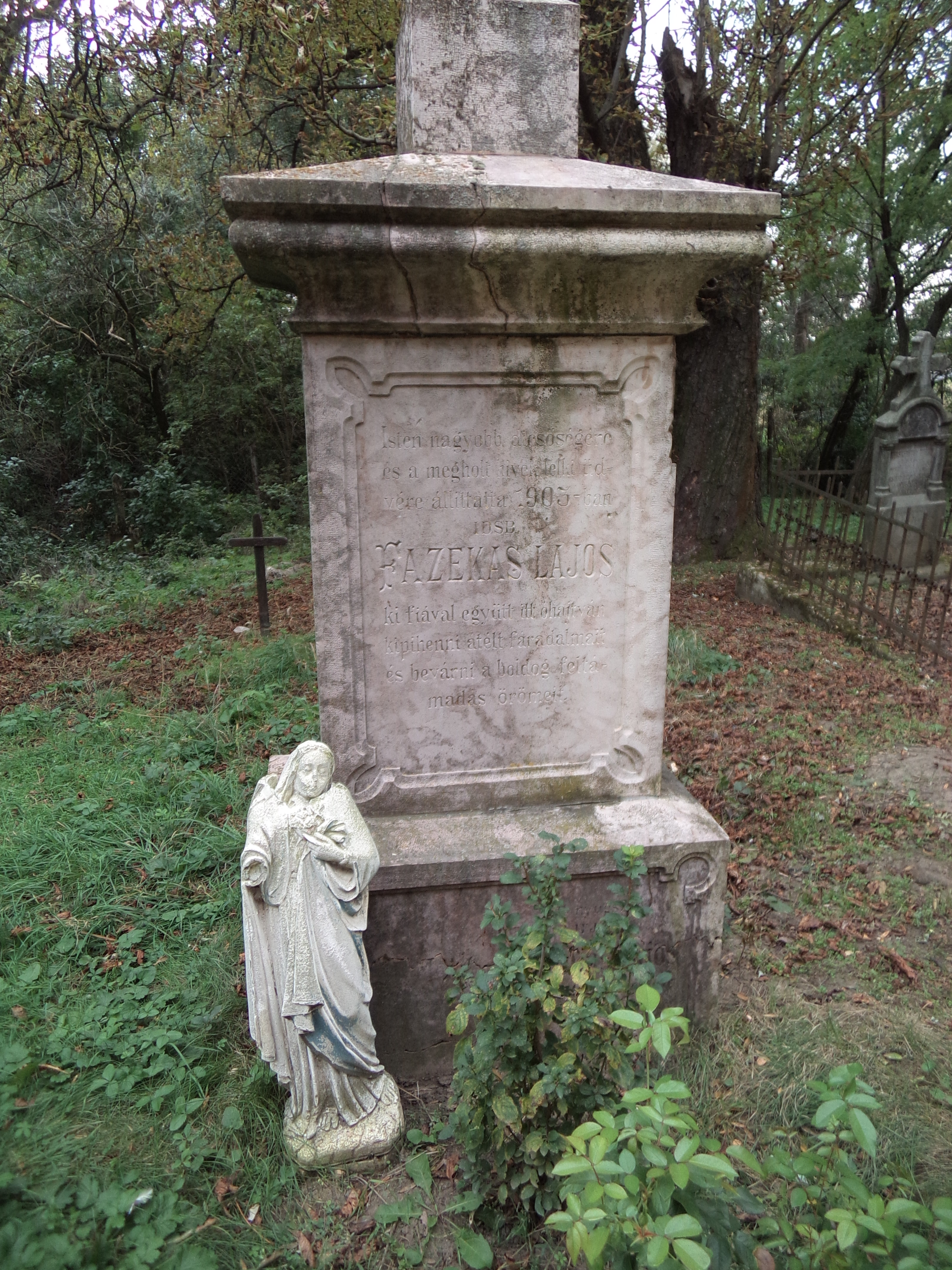
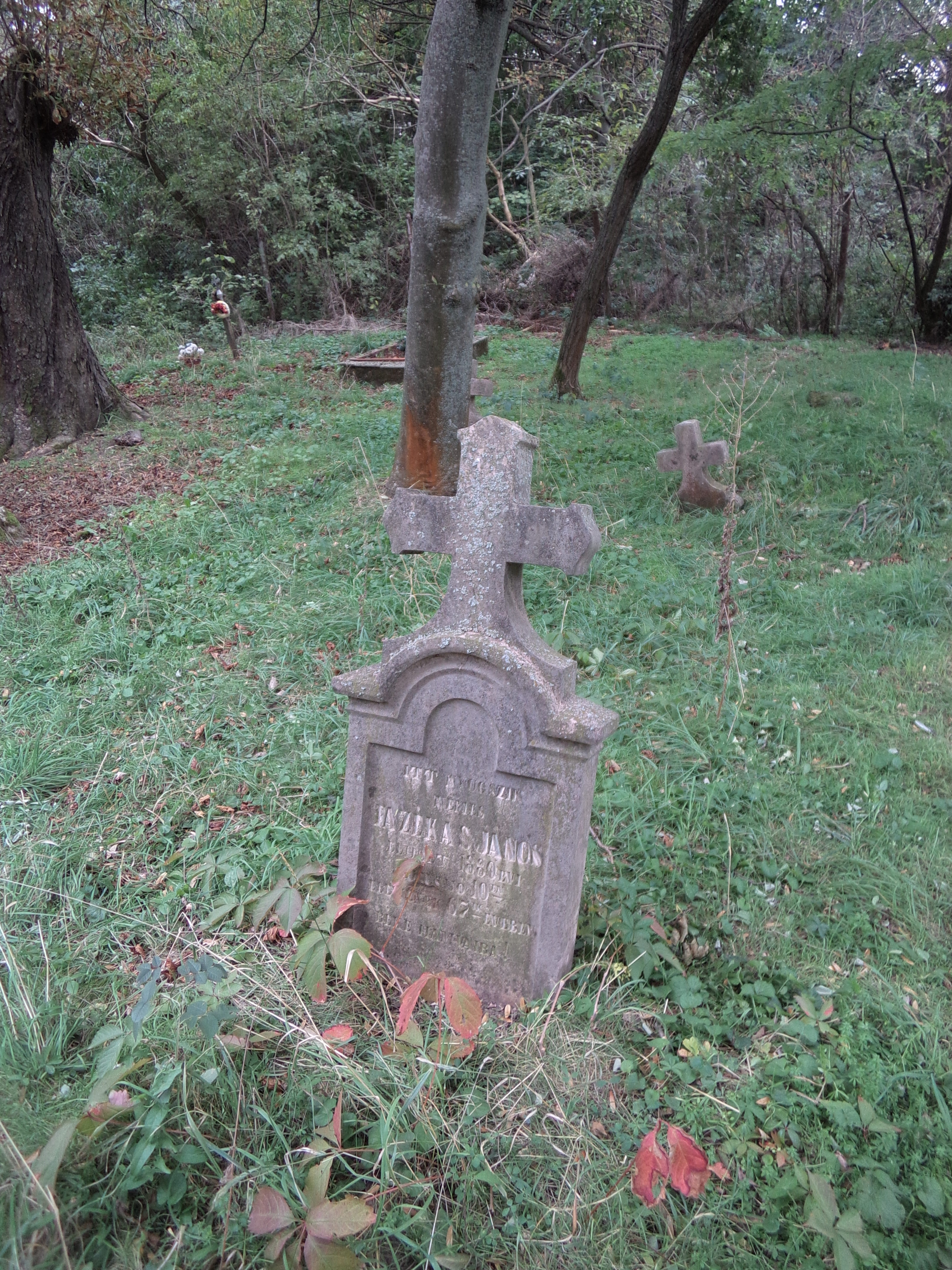
Fazekas János (Kiscétény)
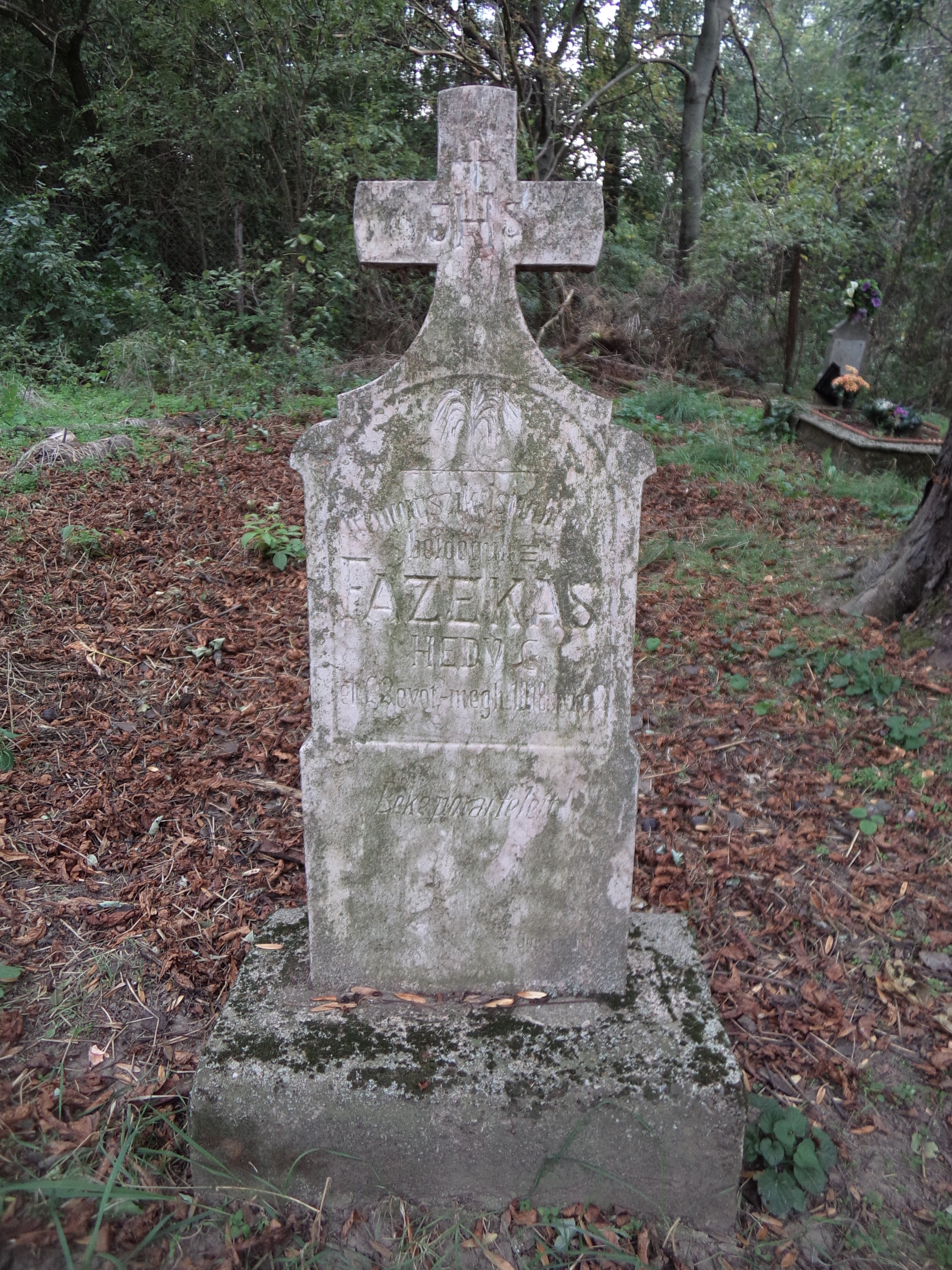
Fazekas Hedvig (Kiscétény)
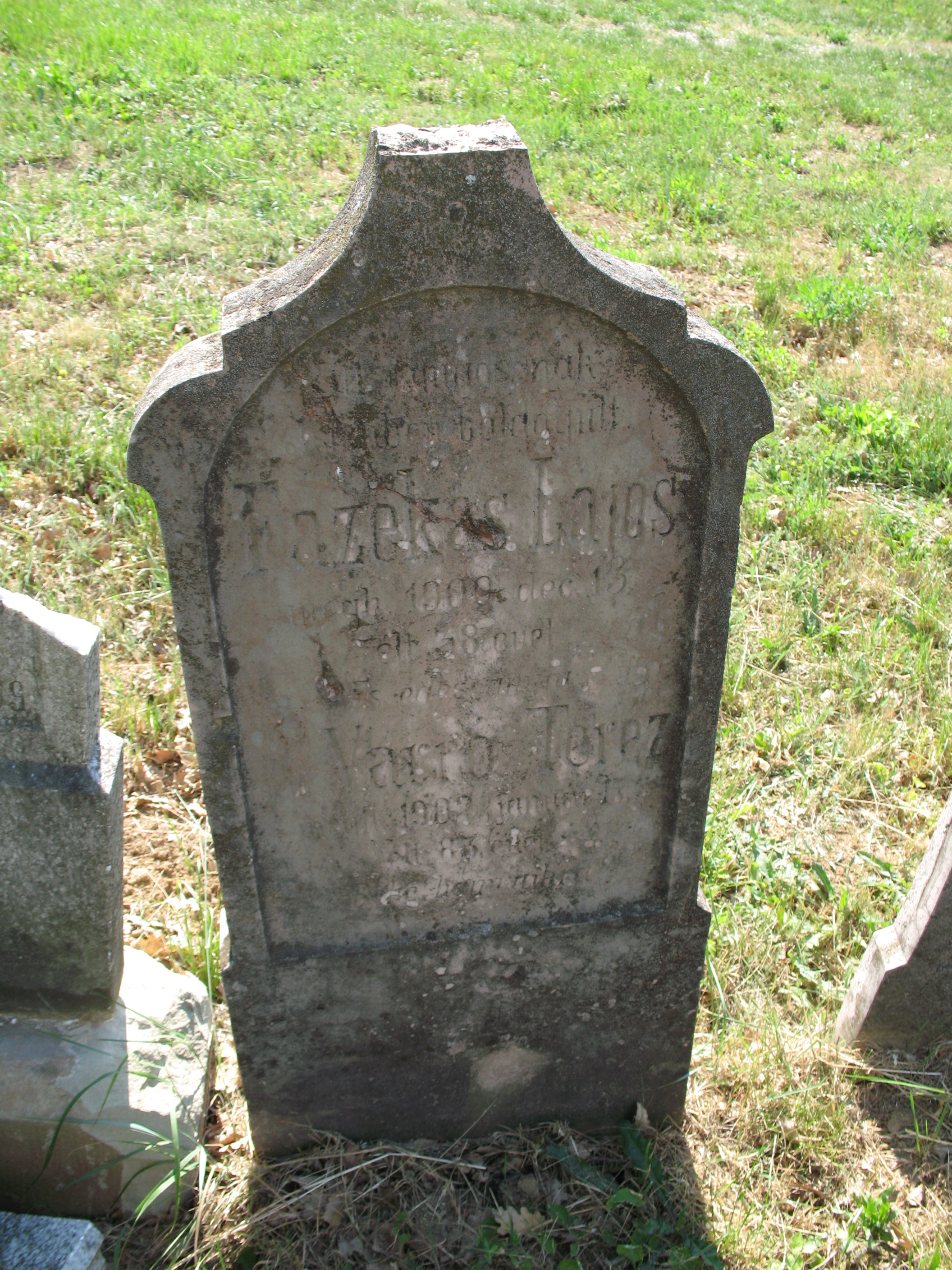
Nemespann
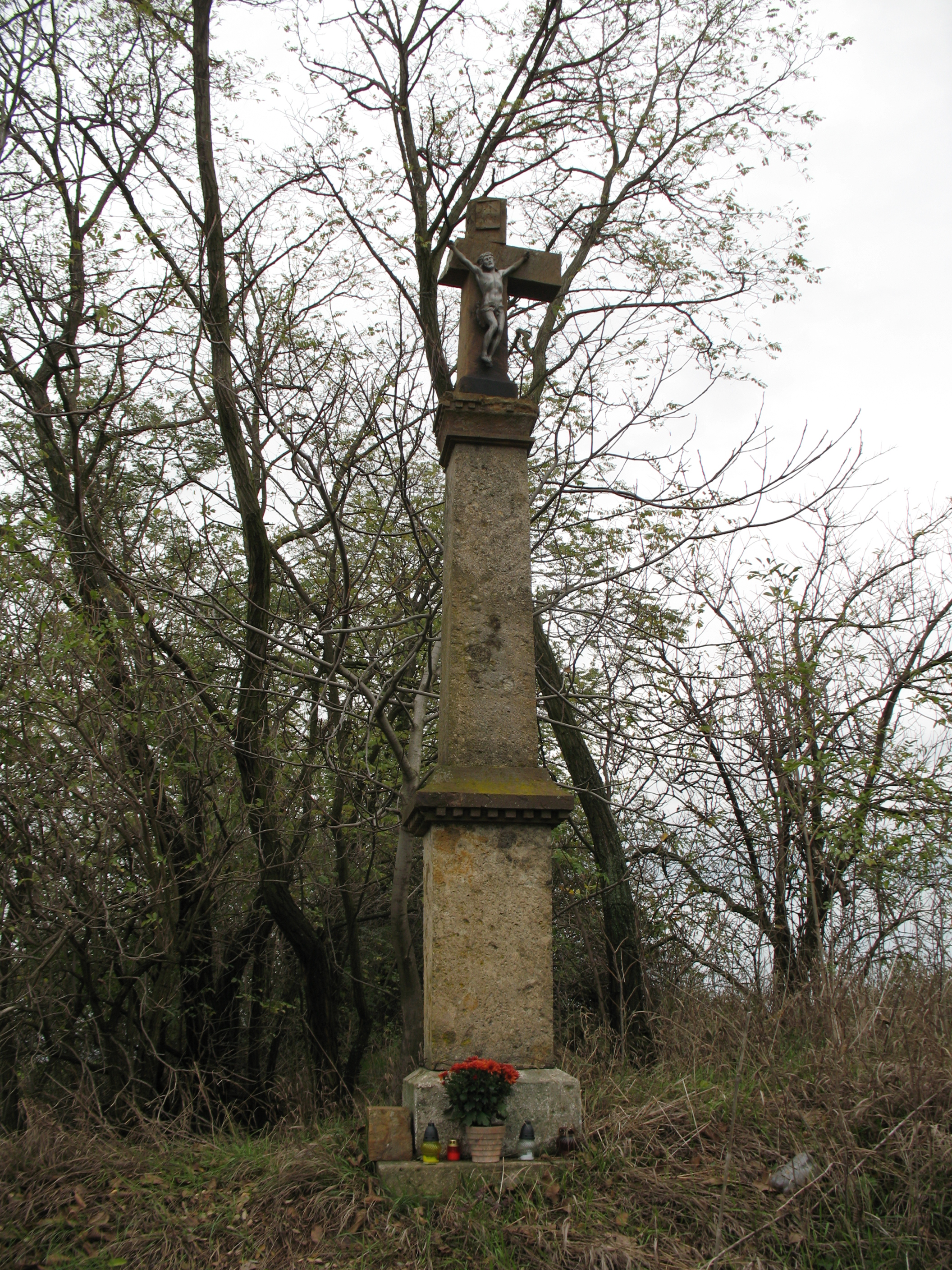
Csordaúti kereszt

- Fazekas János huszár óbester, levéltáros mesés alakját Koncz Károly örökítette meg, valószínűleg kiszínezve a családi történeteket[18]